# North Tipperary
North Tipperary (en irlandés: Tiobraid Árann Thuaidh) era un condado de Irlanda. Formaba parte de la Región del Medio Oeste y también estaba ubicada en la provincia de Munster. Recibió el nombre del poblado de Tipperary del condado de Tipperary. Para 2011 tenía una población de 70 322 habitantes. El condado fue abolido el 3 de junio de 2014, fusionado con South Tipperary bajo un nuevo consejo de condado.